# Węglik glinu
Węglik glinu, Al
4C
3 – nieorganiczny związek chemiczny z grupy węglików.

## Otrzymywanie
Węglik glinu otrzymuje się w reakcji pyłu węglowego (źródło węgla) z boksytem (źródło glinu) w temperaturze powyżej 2000 °C.

## Właściwości chemiczne
W kontakcie z wodą rozkłada się z wydzieleniem metanu i wodorotlenku glinu:
Al
4C
3 + 12H
2O → 3CH
4↑ + 4Al(OH)
3
Związek wchodzi również w reakcję z kwasem solnym, produktami reakcji są metan i chlorek glinu:
Al
4C
3 + 12HCl → 3CH
4 + 4AlCl
3
Reakcje te są wykorzystywane w laboratoriach do generowania metanu, jednak ze względu na cenę węgliku glinu są zupełnie nieopłacalne w produkcji przemysłowej.

## Wykorzystanie
Węglik glinu wykorzystywany jest jako dodatek do materiałów ceramicznych, jako podłoże dla katalizatorów stosowanych w przemyśle oraz jako wypełniacz laminatów i tworzyw sztucznych.